# Los Angeles Film Critics Association Awards 1999
La 25ª edizione dei Los Angeles Film Critics Association Awards si è tenuta il 19 gennaio 2000, per onorare il lavoro nel mondo del cinema per l'anno 1999.

## Premi
Miglior film
- Insider - Dietro la verità (The Insider), regia di Michael Mann
  - 2º classificato: American Beauty, regia di Sam Mendes

Miglior attore
- Russell Crowe - Insider - Dietro la verità (The Insider)
  - 2º classificato: Richard Farnsworth - Una storia vera (The Straight Story)

Miglior attrice
- Hilary Swank - Boys Don't Cry
  - 2º classificato: Reese Witherspoon - Election

Miglior regista
- Sam Mendes - American Beauty
  - 2º classificato: Michael Mann - Insider - Dietro la verità (The Insider)

Miglior attore non protagonista
- Christopher Plummer - Insider - Dietro la verità (The Insider)
  - 2º classificato: John Malkovich - Essere John Malkovich (Being John Malkovich)

Miglior attrice non protagonista
- Chloë Sevigny - Boys Don't Cry
  - 2º classificato: Samantha Morton - Accordi e disaccordi (Sweet and Lowdown)

Miglior sceneggiatura
- Charlie Kaufman - Essere John Malkovich (Being John Malkovich)
  - 2º classificato:

Miglior fotografia
- Dante Spinotti - Insider - Dietro la verità (The Insider)
  - 2º classificato: Conrad Hall - American Beauty

Miglior scenografia
- Rick Heinrichs - Il mistero di Sleepy Hollow (Sleepy Hollow)
  - 2º classificato: Dante Ferretti - Titus

Miglior colonna sonora
- Trey Parker e Marc Shaiman - South Park - Il film: più grosso, più lungo & tutto intero (South Park: Bigger, Longer & Uncut)
  - 2º classificato: Gabriel Yared - Il talento di Mr. Ripley (The Talented Mr. Ripley)

Miglior film in lingua straniera
- Tutto su mia madre (Todo sobre mi madre), regia di Pedro Almodóvar  ·   Spagna
  - 2º classificato: La vita sognata degli angeli (La vie rêvée des anges), regia di Érick Zonca  ·   Francia

Miglior film d'animazione
- Il gigante di ferro (The Iron Giant), regia di Brad Bird

Miglior documentario
- Buena Vista Social Club, regia di Wim Wenders
  - 2º classificato: Mr. Death: The Rise and Fall of Fred A. Leuchter, Jr., regia di Errol Morris

Miglior film sperimentale/indipendente
- Owen Land

New Generation Award
- Alexander Payne e Jim Taylor - La storia di Ruth, donna americana (Citizen Ruth)  e Election

Career Achievement Award
- Dede Allen

Menzione speciale
- Rick Schmidlin, Roger Mayer e Turner Classic Movies - per la ricostruzione e la promozione meticolosa del film Rapacità (Greed) di Erich von Stroheim